# Jean-Baptiste-Jules Klagmann

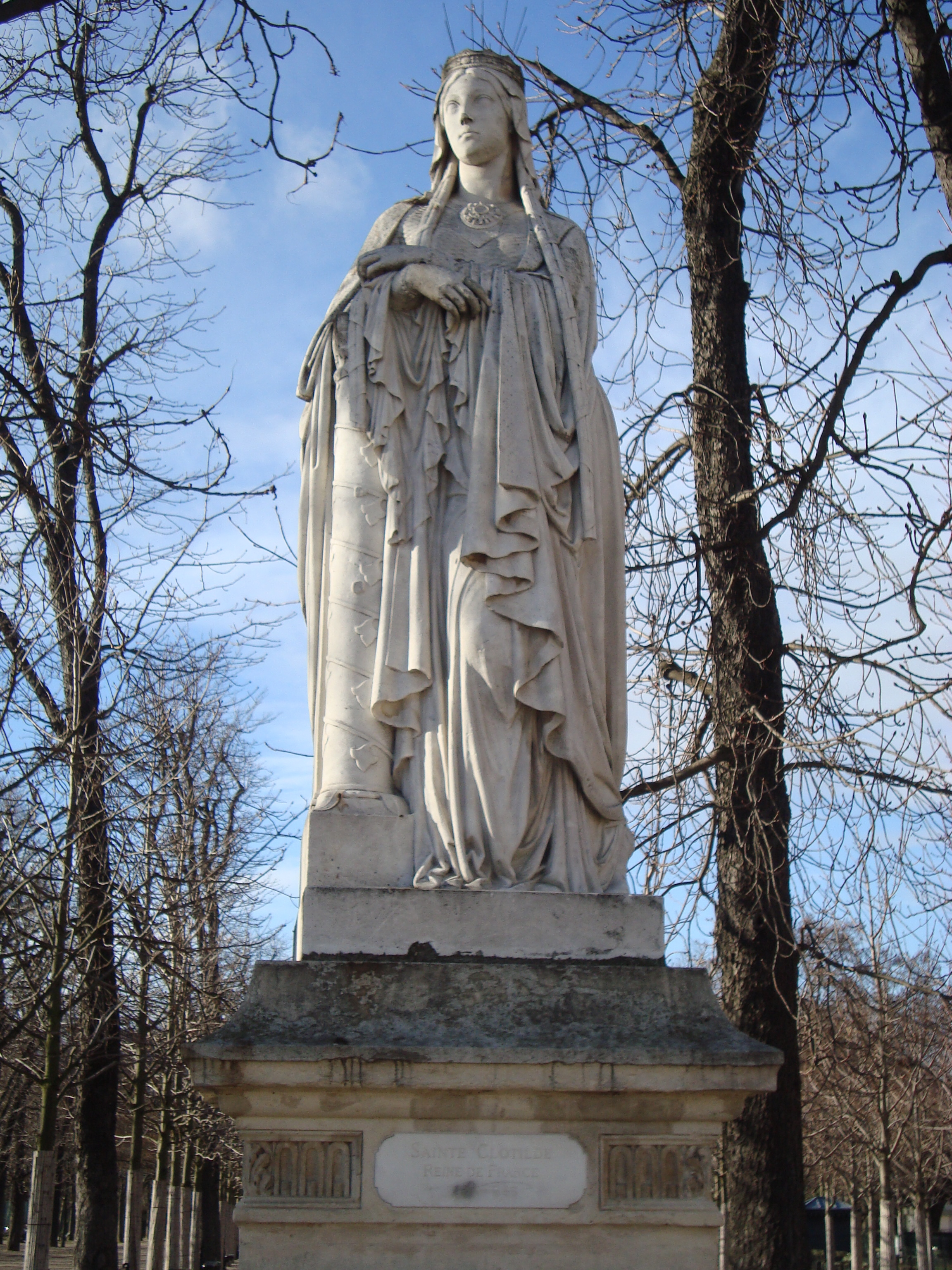
Santa Clotilde

Jean-Baptiste-Jules Klagmann, (1810-1867) fue un escultor y decorador francés. Las estatuas de la Fuente de la Plaza Louvois en París (II Distrito de París), son la evidencia más visible de su trabajo para los grandes encargos públicos del siglo XIX en Francia.

## Datos biográficos

### Formación
Alumno del escultor neoclásico Jules Ramey (1796-1852) en la École des Beaux-Arts de París, Jean-Baptiste-Jules Klagmann es iniciado en paralelo con el arte renacentista de Jean-Jacques Feuchère (1807-1852) ─ Asimismo, alumno de Jules Ramey, y también de Jean-Pierre Cortot (1787-1843). Comienza a exponer en el Salón de 1831, señalando cada vez una mayor tendencia hacia la escultura romántica , con un boceto del Ataque de los Titanes contra Júpiter.

## Obras

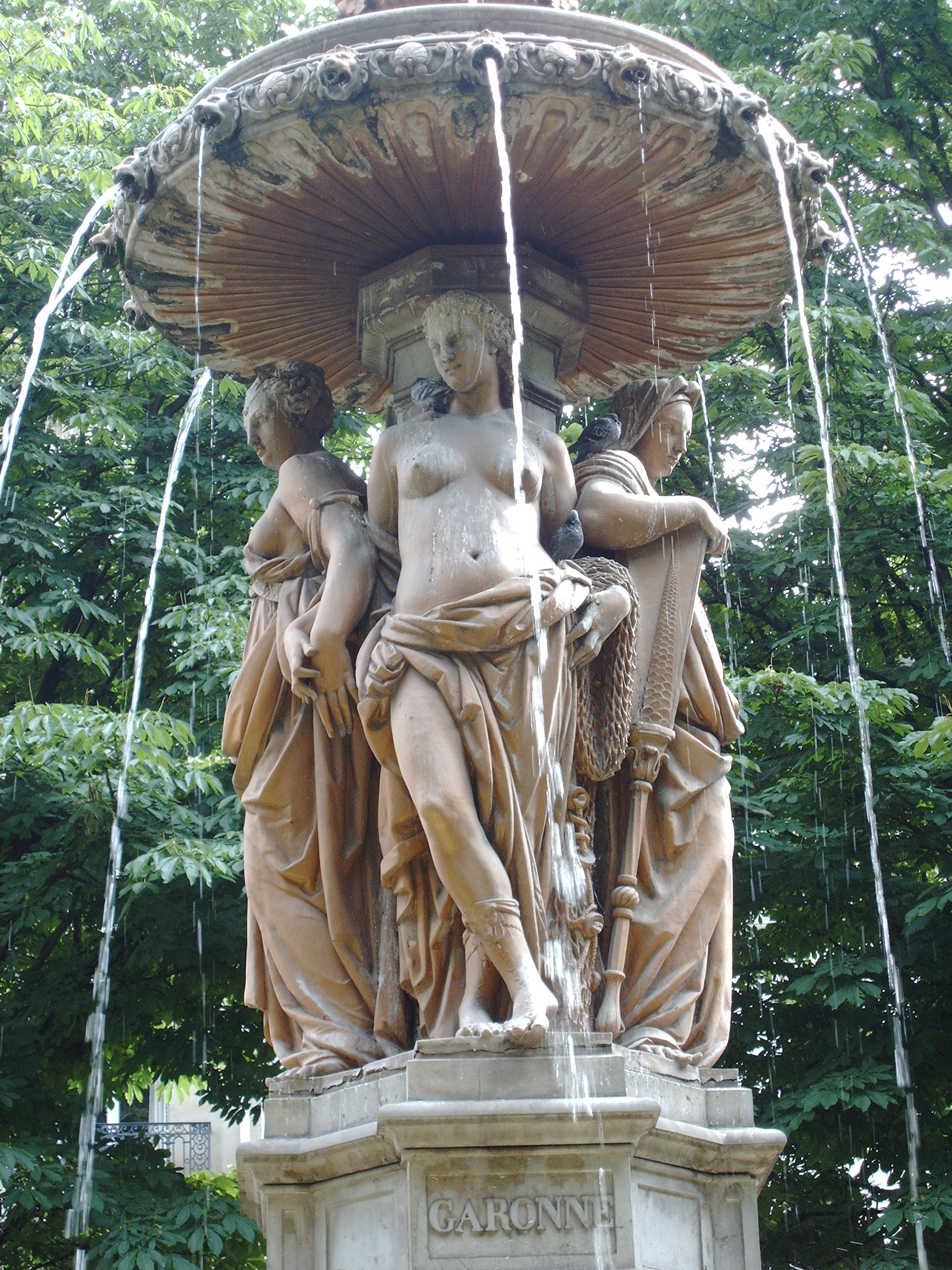
Figuras de la fuente Luvois

Klagmann sobresale principalmente como escultor y decorador. Trabaja especialmente para la Puerta del salón de Sesiones del Senado y las artesanías en madera de su hemiciclo y en la decoración de la segunda Sala Favart de la Ópera-Cómica.
En la década de 1840, dirigió las cuatro fuentes que representan los cuatro ríos de Francia para la Fuente de la Plaza Louvois , diseñada por el arquitecto Louis Visconti, futuro arquitecto del Nuevo Louvre de Napoleón III.
Bajo el mandato de Luis Felipe, en el grupo de estatuas de reinas de Francia y mujeres ilustres en la historia de Francia en el Jardín de Luxemburgo , hizo una estatua de Santa Clotilde.
En el registro de las artes decorativas, ofrece algunos modelos de piezas para la vajilla de la gran mesa que realiza Claude-Aimee Chenavard para el duque de Orleans a partir de 1834 con los escultores Antoine-Louis Baria, y Jean-Jacques Feuchère.
Se queda en Londres hacia 1851.
Bajo el Segundo Imperio , participó en la construcción del Nuevo Louvre , la expansión del Palais Royal y la Comedia Francesa.
No abandona su actividad artística en las artes decorativas, diseñó una espada encargada por el Ayuntamiento de París para el conde de París y también un florero para el orfebre François-Désiré Froment-Meurice ofrecidos por la Ciudad de París al ingeniero Emmery y una talla de marfil de Alessandri. También trabaja para Duponchel (taza y candelabros de ninfas y tritones para la exposición de 1862) y Christofle (especialmente Isaac Pereire de 1862, en preparación en el momento de su muerte). 

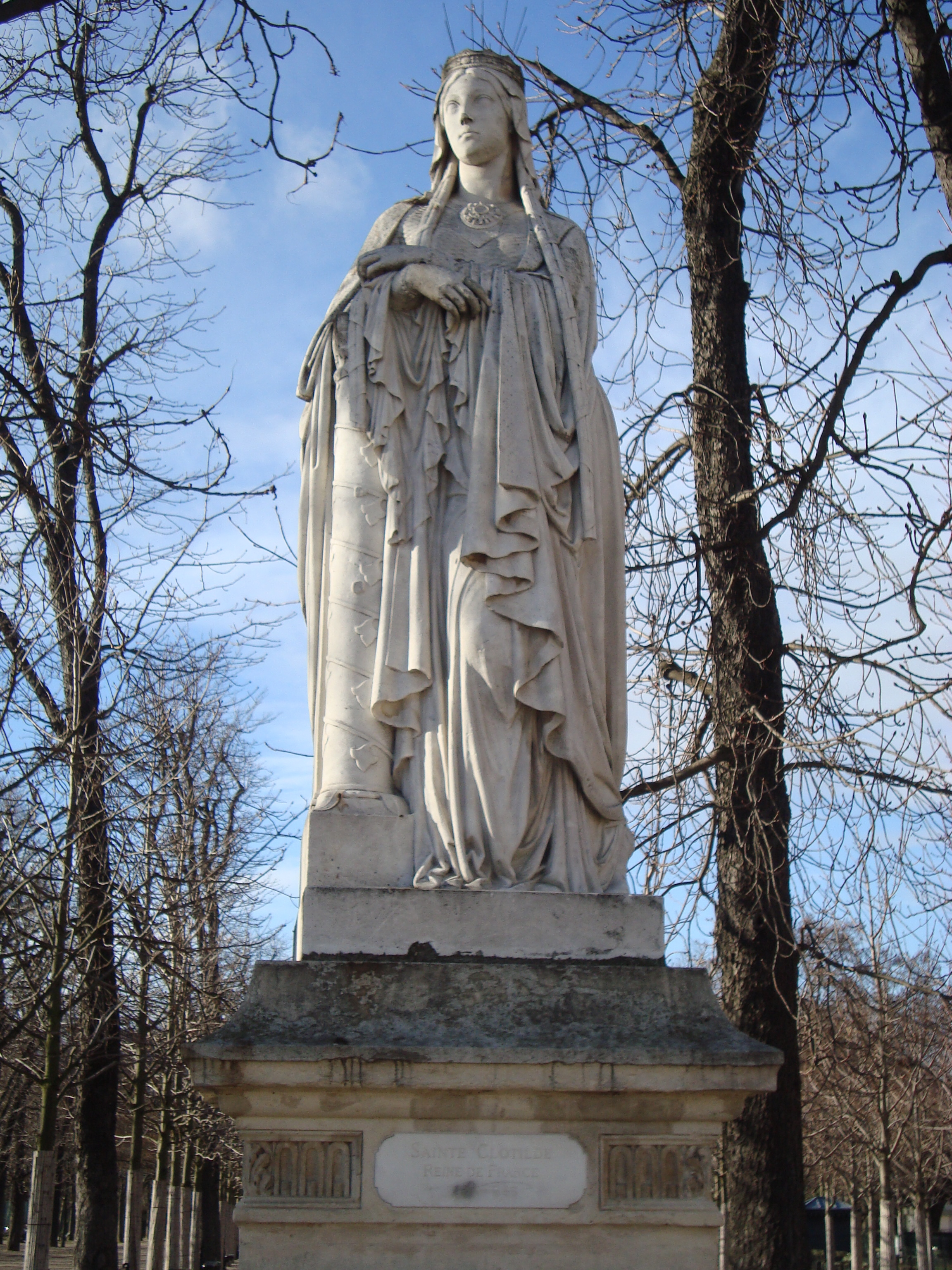
Santa Clotilde, de la serie encargada por Luis felipe: reinas de Francia y mujeres ilustres en el jardín de Luxemburgo
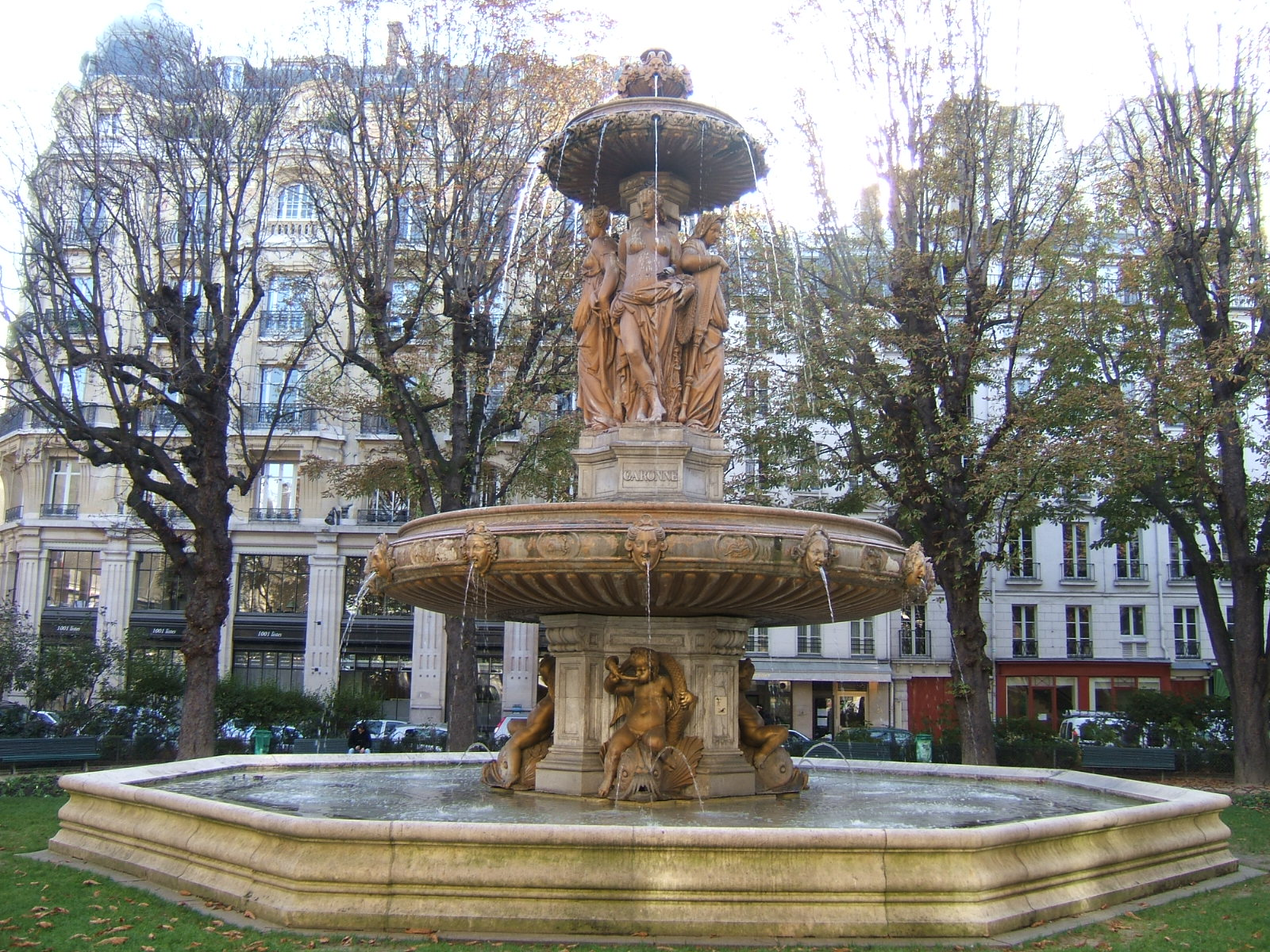
Fuente en la plaza Louvois , en el II Distrito de París